# Epitrichius lagopus
Epitrichius lagopus är en skalbaggsart som beskrevs av Leon Fairmaire 1897. Epitrichius lagopus ingår i släktet Epitrichius och familjen Cetoniidae. Inga underarter finns listade i Catalogue of Life.